# Amphisbaena polygrammica
Amphisbaena polygrammica е вид влечуго от семейство Amphisbaenidae.

## Разпространение
Видът е разпространен в Перу.